# Marc-Kevin Goellner
Marc-Kevin Peter Goellner (Rio de Janeiro, Brasil, 22 de setembre de 1970) és una extennista professional d'Alemanya.
Al llarg de la seva trajectòria va guanyar dos títols individuals i quatre més en dobles en el circuit ATP. El més destacat del seu palmarès fou la medalla de bronze en els Jocs Olímpics d'Atlanta 1996 en categoria de dobles masculins junt a David Prinosil. També va arribar a disputar una final de Grand Slam, el Roland Garros de 1993, també amb Prinosil. Va formar part de l'equip alemanya de Copa Davis i va aconseguir el títol en l'edició de 1993.

## Biografia
Fill d'un diplomàtic alemany, va créixer en diversos ciutat d'arreu del món degut a la feina del seu pare, entre elles Rio de Janeiro, Tel-Aviv, Sydney i Recife, fins que es va establir definitivament a Alemanya l'any 1986. El seu cognom familiar realment és Göllner, però les autoritats brasileres no reconeixien l'umlaut i van certificar el seu nom de naixement com a Goellner.
Es va casar amb Ira Patricia l'any 1994 i van tenir dos fills: Nina Jacqueline (1995) i Yannick-Keanu (1997).

## Torneigs de Grand Slam

### Dobles masculins: 1 (0−1)
| Resultat  | Núm. | Any  | Torneig       | Parella        | Oponents                  | Marcador      |
| --------- | ---- | ---- | ------------- | -------------- | ------------------------- | ------------- |
| Finalista | 1.   | 1993 | Roland Garros | David Prinosil | Luke Jensen Murphy Jensen | 4−6, 7−6, 4−6 |

## Jocs Olímpics

### Dobles masculins
| Any  | Campionat                            | Parella        | Oponents                    | Resultat |
| ---- | ------------------------------------ | -------------- | --------------------------- | -------- |
| 1996 | Jocs Olímpics, Atlanta, Estats Units | David Prinosil | Jacco Eltingh Paul Haarhuis | 6−2, 7−5 |

## Palmarès: 7 (2−4−1)

### Individual: 3 (2−1)
| Llegenda (pre/post 2009)                                 |
| -------------------------------------------------------- |
| Grand Slams (0−0)                                        |
| Tennis Masters Cup / ATP Finals (0−0)                    |
| ATP Masters Series / ATP World Tour Masters 1000 (0−0)   |
| ATP International Series Gold / ATP World Tour 500 (0−0) |
| ATP International Series / ATP World Tour 250 (2−1)      |

| Títols per superfície |
| --------------------- |
| Dura (0−0)            |
| Gespa (0−0)           |
| Terra batuda (2−1)    |

| Resultat  | Núm. | Data                   | Torneig                 | Superfície   | Oponent       | Marcador         |
| --------- | ---- | ---------------------- | ----------------------- | ------------ | ------------- | ---------------- |
| Guanyador | 1.   | 12 d'abril de 1993     | Niça, França            | Terra batuda | Ivan Lendl    | 1−6, 6−4, 6−2    |
| Finalista | 1.   | 9 de setembre de 1996  | Bournemouth, Regne Unit | Terra batuda | Albert Costa  | 7−6(4), 2−6, 2−6 |
| Guanyador | 2.   | 30 de setembre de 1996 | Marbella, Espanya       | Terra batuda | Àlex Corretja | 7−6(4), 7−6(2)   |

### Dobles: 15 (4−11)
| Llegenda (pre/post 2009)                                 |
| -------------------------------------------------------- |
| Grand Slams (0−1)                                        |
| Tennis Masters Cup / ATP Finals (0−0)                    |
| ATP Masters Series / ATP World Tour Masters 1000 (0−0)   |
| ATP International Series Gold / ATP World Tour 500 (0−1) |
| ATP International Series / ATP World Tour 250 (4−9)      |

| Títols per superfície |
| --------------------- |
| Dura (2−0)            |
| Gespa (0−2)           |
| Terra batuda (1−7)    |
| Moqueta (1−2)         |

| Resultat  | Núm. | Data                   | Torneig                   | Superfície   | Parella               | Oponents                             | Marcador         |
| --------- | ---- | ---------------------- | ------------------------- | ------------ | --------------------- | ------------------------------------ | ---------------- |
| Guanyador | 1.   | 24 de febrer de 1992   | Rotterdam, Països Baixos  | Moqueta (i)  | David Prinosil        | Paul Haarhuis Mark Koevermans        | 6−2, 6−7, 7−6    |
| Finalista | 1.   | 24 de maig de 1993     | Roland Garros, França     | Terra batuda | David Prinosil        | Luke Jensen Murphy Jensen            | 4−6, 7−6, 4−6    |
| Finalista | 2.   | 14 de juny de 1993     | Halle, Alemanya           | Gespa        | Mike Bauer            | Petr Korda Cyril Suk                 | 6−7, 7−5, 3−6    |
| Guanyador | 2.   | 23 d'agost de 1993     | Long Island, Estats Units | Dura         | David Prinosil        | Arnaud Boetsch Olivier Delaître      | 6−7, 7−5, 6−2    |
| Finalista | 3.   | 27 de febrer de 1995   | Ciutat de Mèxic, Mèxic    | Terra batuda | Diego Nargiso         | Javier Frana Leonardo Lavalle        | 5−7, 3−6         |
| Finalista | 4.   | 3 d'abril de 1995      | Estoril, Portugal         | Terra batuda | Diego Nargiso         | Ievgueni Kàfelnikov Andrei Olhovskiy | 7−5, 5−7, 2−6    |
| Guanyador | 3.   | 9 de setembre de 1996  | Bournemouth, Regne Unit   | Terra batuda | Greg Rusedski         | Rodolphe Gilbert Nuno Marques        | 6−3, 7−6         |
| Finalista | 5.   | 6 d'octubre de 1997    | Viena, Àustria            | Moqueta (i)  | David Prinosil        | Ellis Ferreira Patrick Galbraith     | 3−6, 4−6         |
| Guanyador | 4.   | 3 de novembre de 1997  | Estocolm, Suècia          | Dura         | Richey Reneberg       | Ellis Ferreira Patrick Galbraith     | 6−3, 3−6, 7−6    |
| Finalista | 6.   | 8 de juny de 1998      | Halle (2)                 | Gespa        | John-Laffnie de Jager | Ellis Ferreira Rick Leach            | 6−4, 4−6, 6−7    |
| Finalista | 7.   | 1 de març de 1999      | Copenhaguen, Dinamarca    | Moqueta (i)  | David Prinosil        | Max Mirnyi Andrei Olhovskiy          | 7−6, 6−7, 1−6    |
| Finalista | 8.   | 7 de juny de 1999      | Merano, Itàlia            | Terra batuda | Eric Taino            | Lucas Arnold Ker Jaime Oncins        | 4−6, 6−7         |
| Finalista | 9.   | 27 de setembre de 1999 | Bucarest, Romania         | Terra batuda | Francisco Montana     | Lucas Arnold Ker Martín García       | 3−6, 6−2, 3−6    |
| Finalista | 10.  | 25 de setembre de 2000 | Palerm, Itàlia            | Terra batuda | Pablo Albano          | Tomás Carbonell Martín García        | Renúncia         |
| Finalista | 11.  | 10 de setembre de 2001 | Bucarest (2)              | Terra batuda | Pablo Albano          | Aleksandar Kitinov Johan Landsberg   | 4−6, 7−6, [6−10] |

### Equips: 1 (1−0)
| Resultat  | Núm. | Data                      | Torneig                          | Superfície       | Equip                                      | Oponents                                                          | Marcador |
| --------- | ---- | ------------------------- | -------------------------------- | ---------------- | ------------------------------------------ | ----------------------------------------------------------------- | -------- |
| Guanyador | 1.   | 3 − 5 de desembre de 1993 | Copa Davis, Düsseldorf, Alemanya | Terra batuda (i) | Patrik Kuhnen Carl-Uwe Steeb Michael Stich | Richard Fromberg Jason Stoltenberg Todd Woodbridge Mark Woodforde | 4−1      |

## Trajectòria

### Individual
| Open d'Austràlia | A   | 2R          | A           | 1R          | 1R | 2R          | 1R          | A           | A   | A   | 0 / 5    | 2 – 5    |
| Roland Garros | A   | 4R          | 1R          | 2R          | 1R | 1R          | 2R          | A           | A   | 1R  | 0 / 7    | 5 – 7    |
| Wimbledon | A   | 1R          | 1R          | 2R          | 1R | 1R          | 2R          | A           | A   | A   | 0 / 6    | 2 – 6    |
| US Open | 2R  | 3R          | 3R          | 2R          | A  | 1R          | 1R          | A           | A   | A   | 0 / 6    | 6 – 6    |
| Jocs Olímpics | A   | No celebrat | No celebrat | No celebrat | 1R | No celebrat | No celebrat | No celebrat | A   | NC  | 0 / 1    | 0 – 1    |
| Rànquing a final d'any | 109 | 32          | 79          | 78          | 53 | 51          | 118         | 324         | 189 | 176 | 160 – 94 | 160 – 94 |
| Llegenda: G: Guanyador; F: Finalista; SF: Semifinalista; QF: Quarts de final; Q: Qualificació; A: Absent; RR: Round Robin; NC: No celebrat |     |             |             |             |    |             |             |             |     |     |          |          |

### Dobles
| Open d'Austràlia | A  | 1R          | A           | 2R          | 3R | 2R          | 3R          | 2R          | A   | A  | A   | 0 / 6     | 7 – 6     |
| Roland Garros | 1R | F           | 2R          | 1R          | 1R | A           | 3R          | A           | 1R  | 1R | A   | 0 / 8     | 8 – 8     |
| Wimbledon | A  | A           | SF          | SF          | 3R | 1R          | 2R          | 1R          | 2R  | 2R | 1R  | 0 / 9     | 13 – 9    |
| US Open | A  | 2R          | A           | A           | A  | A           | 1R          | 3R          | 1R  | 1R | A   | 0 / 5     | 3 – 5     |
| Jocs Olímpics | A  | No celebrat | No celebrat | No celebrat | 3r | No celebrat | No celebrat | No celebrat | A   | NC | NC  | 0 / 1     | 0 – 1     |
| Rànquing a final d'any | 99 | 37          | 54          | 48          | 62 | 33          | 67          | 101         | 101 | 92 | 277 | 188 – 173 | 188 – 173 |
| Llegenda: G: Guanyador; F: Finalista; SF: Semifinalista; QF: Quarts de final; Q: Qualificació; A: Absent; RR: Round Robin; NC: No celebrat |    |             |             |             |    |             |             |             |     |    |     |           |           |